# Marcel Ostiguy
Marcel Ostiguy (Saint-Mathias-de-Rouville, le 14 mai 1929 - 21 janvier 2014) est un homme d'affaires et homme politique québécois. Il a été député à l'Assemblée nationale du Québec et à la Chambre des communes du Canada dans les années 1970 et 1980.

## Biographie
Né à Saint-Mathias-de-Rouville, il entama sa carrière politique en devenant député du Parti libéral du Québec dans la circonscription de Rouville en 1970. Après l'abolition de la circonscription de Rouville pour les élections de 1973, il sera élu dans la circonscription Verchères, dans laquelle le député libéral sortant Guy Saint-Pierre ne se représenta pas. En 1976, il sera défait par le péquiste Jean-Pierre Charbonneau. Il occupera la fonction de whip adjoint de 1972 à 1976.
Lors d'une élection partielle déclenchée en 1978 par le départ de Claude Wagner, il devient député du Parti libéral du Canada dans la circonscription de Saint-Hyacinthe. Réélu en 1979 et en 1980, il sera défait en 1984 par la progressiste-conservatrice et actrice Andrée P. Champagne dans la circonscription de Saint-Hyacinthe—Bagot.